# Вулкан (Алба)
Вулкан (рум. Vulcan) насеље је у Румунији у округу Алба у општини Чуруљаса. Oпштина се налази на надморској висини од 903 m.

## Становништво
Према подацима из 2002. године у насељу је живело 93 становника, од којих су сви румунске националности.